# Gasoducto Magreb-Europa

En color amarillo, el gasoducto Magreb-Europa. Actualmente está complementado por el gasoducto Medgaz, en el mapa en color azul, que no pasa por Marruecos.

El gasoducto Magreb-Europa (GME) es un gasoducto que une los yacimientos de gas natural de Hassi R'Mel (en el Sáhara de Argelia) con España, pasando a través de Marruecos y del estrecho de Gibraltar. En el momento de su construcción, la promotora, Enagas, lo denominaba superautopista del gas. Funciona desde el 1 de noviembre de 1996. Bombea más de 9000 metros cúbicos de gas natural en España y, a través de España, hacia el resto de Europa.
El reto tecnológico fue atravesar el estrecho de Gibraltar, no solo por su profundidad, puesto que, por ejemplo, los más antiguos gasoductos que conectan Argelia con Italia, por ejemplo, van a más profundidad y son además mucho más largos; sino atravesar los fondos irregulares y especialmente soportar las fuertes corrientes marinas de la entrada al mediterráneo. De 1959 a 1992 se hicieron reconocimientos del fondo del estrecho para conseguir esta viabilidad técnica.
La cañería es de acero al carbono (API 5L). El gasoducto tenía inicialmente dos estaciones de compresión, una en la frontera de Argelia con Marruecos y otra en Tánger, donde hay también un centro de control del gas durante su transporte. Estas estaciones funcionan con el mismo motor que un Airbus.
En 2021, Argelia decidió no renovar el contrato de su operación, que vence el 31 de octubre, a raíz de la crisis diplomática que este país tiene con Marruecos.

## Medidas
El gasoducto tiene 1430 kilómetros de longitud en total, y el gas natural tarda unos cinco días a completar su recorrido. Cada 23 kilómetros hay una válvula que puede regular el caudal y cerrar completamente el flujo en solo unos milisegundos si se detecta alguna anormalidad. Recorre 575 km por Argelia, 540 km en Marruecos, 45 km bajo el Mediterráneo y 270 km hasta Córdoba.
El tramo terrestre, de 1385 km, está sepultado a un metro, tiene una anchura de 120 centímetros de diámetro y soporta 80 bares de presión. El tramo submarino es de 45 km de longitud, una anchura de 22'' (unos 56 centímetros) de diámetro, está a una profundidad máxima de 400 metros y soporta una presión de 155 bares. Como el fondo del mar en el estrecho es muy irregular, se tuvieron que tapar 520 valles bajo la tubería.

## Empresa
En la sociedad Europe-Magreb Pipeline (EMPL) participa el Grupo Gas Natural y la empresa portuguesa Transgas, además de la marroquí SNPP. El proyecto de su diseño y construcción contó con unos 1.800 millones de euros y la mayor dificultad que presentaba era el tramo de paso submarino de 45 kilómetros entre Tánger y Zahara de los Atunes (Cádiz). Participaron doce ingenierías de Europa y de los Estados Unidos, que contrataron veinte grandes empresas constructoras, además de las subcontrataciones sucesivas, y una centena de suministradores de materiales y equipos.
En 2004, EMPL invirtió cerca de 470 000 euros al aumentar al 50 % la capacidad del gasoducto por medio de la instalación de tres nuevas estaciones de compresión (una más a la frontera algeromarroquina y dos más en Tánger) y la modernización y adecuación de los equipos de compresión de gas existentes. El objetivo era pasar de los 92 500 GWh anuales antes de la remodelación a 136 000 GWh anuales.